# Giardino dei Gaddi
Il Giardino dei Gaddi, anche noto come Paradiso dei Gaddi, è stato un famoso giardino storico appartenuto alla famiglia Gaddi nella città di Firenze, oggi scomparso e sostituito in loco da Palazzo Galardelli.

## Storia
Già prima del XVI secolo, la famiglia Gaddi costruì uno splendido giardino in una zona  dell'area di quello che era noto come Campo Corbolini.
Il giardino aveva una pianta di trapezio irregolare ed era arricchito dalla presenza di rare specie botaniche. Era situato tra via del Melarancio e via del Giglio ed era chiuso davanti da un portale che si trovava dove oggi troviamo piazza Madonna degli Aldobrandini e chiuso dietro da un edificio trasversale alle due vie. Quest'ultimo edificio venne realizzato nel terzo quarto del XVI secolo e voluto dall'allora proprietario Niccolò di Sinibaldo Gaddi, che forse commissionò il progetto all'architetto Giovanni Antonio Dosio; il casino, chiamato anche Casa dell'Orto, era destinato all'esposizione di una galleria, biblioteca e raccolta di antichità, che venne molto elogiata dai contemporanei del tempo. Il maestoso portale (oggi non più esistente anch'esso), che fungeva come entrata principale al giardino, venne realizzato in stile manierista ed veniva attribuito all'architetto e pittore Lodovico Cardi, detto "il Cigoli".
Per il suo splendore, il giardino era anche noto al tempo come Paradiso dei Gaddi. Alla morte di Niccolò Gaddi, il giardino venne trasformato in un ordinato orto.
Per tradizione, non convalidata, questa dimora dei Gaddi venne frequentata da John Milton, tra il 1638 e il 1639.
Successive modifiche alterarono l'aspetto della Casa dell'Orto, che, entro il 1783, veniva unita ad altre due proprietà dei Gaddi. Infatti, attualmente la superficie esterna della struttura è molto più ampia (quattro piani per undici assi), rispetto al passato, e presenta caratteristiche del XVIII secolo. Il palazzo venne successivamente unito all'adiacente Palazzo Arrighetti e, sebbene presentino due facciate simili ma differenti, sono oggi noti sotto l'unico nome di Palazzo Arrighetti-Gaddi o solo Palazzo Gaddi (n° 9, 11 e 13 di via del Giglio).

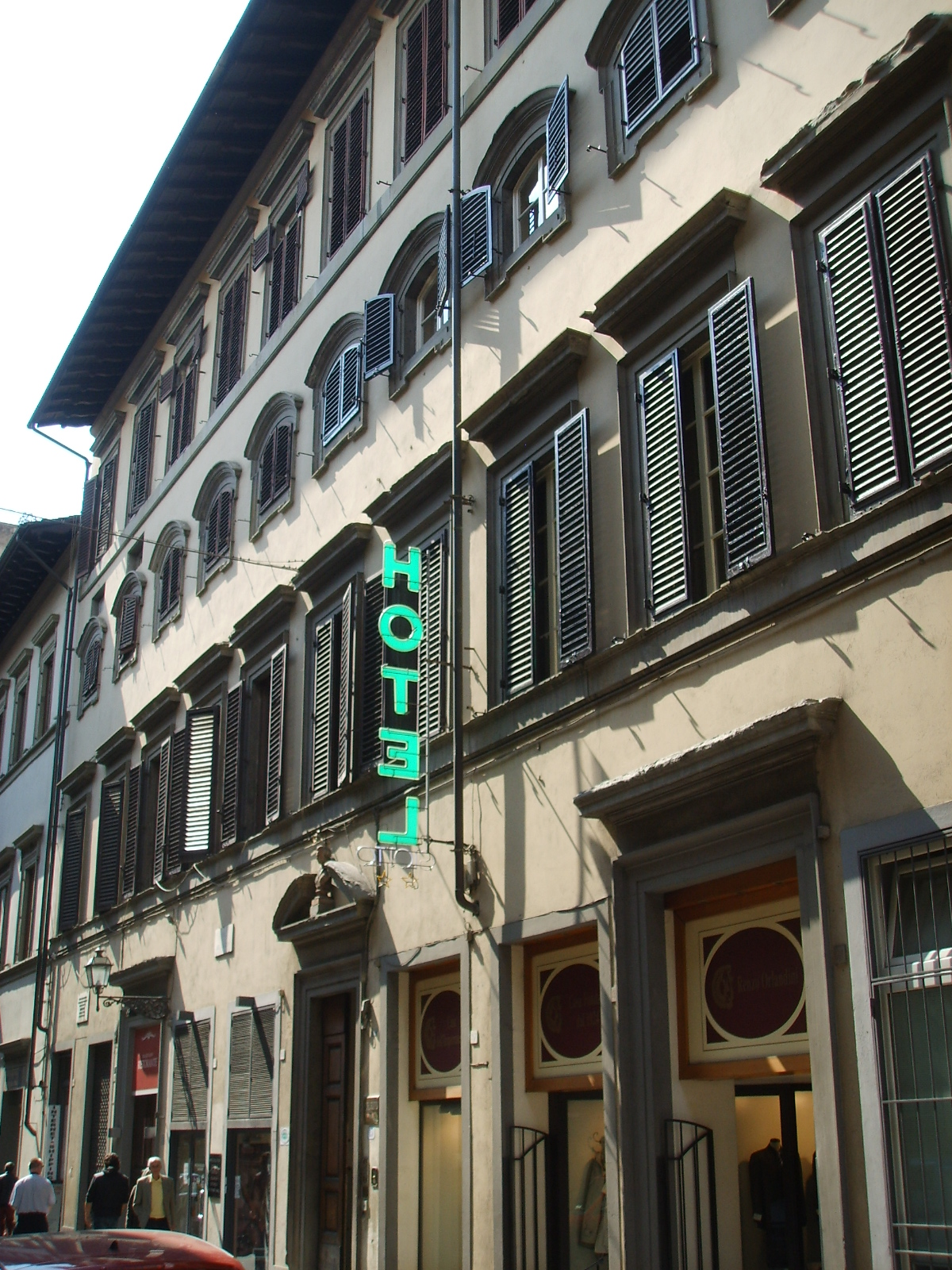
Palazzo Gaddi in via del Giglio

Il giardino non esiste più, il suo terreno infatti è stato nel tempo completamente inglobato dalla costruzione di nuovi edifici. Al suo posto sorge Palazzo Galardelli, che riprende la stessa forma trapezoidale del giardino e venne realizzato su progetto dell'architetto Giovanni Paciarelli per la famiglia Galardelli agli inizi del XX secolo. L'edificio, inoltre, utilizza come ingresso principale una rivisitazione dell'antico portale d'accesso del giardino, che venne realizzato in posizione avanzata e basandosi sul disegno antico dall'architetto Telemaco Buonaiuti nel 1840.

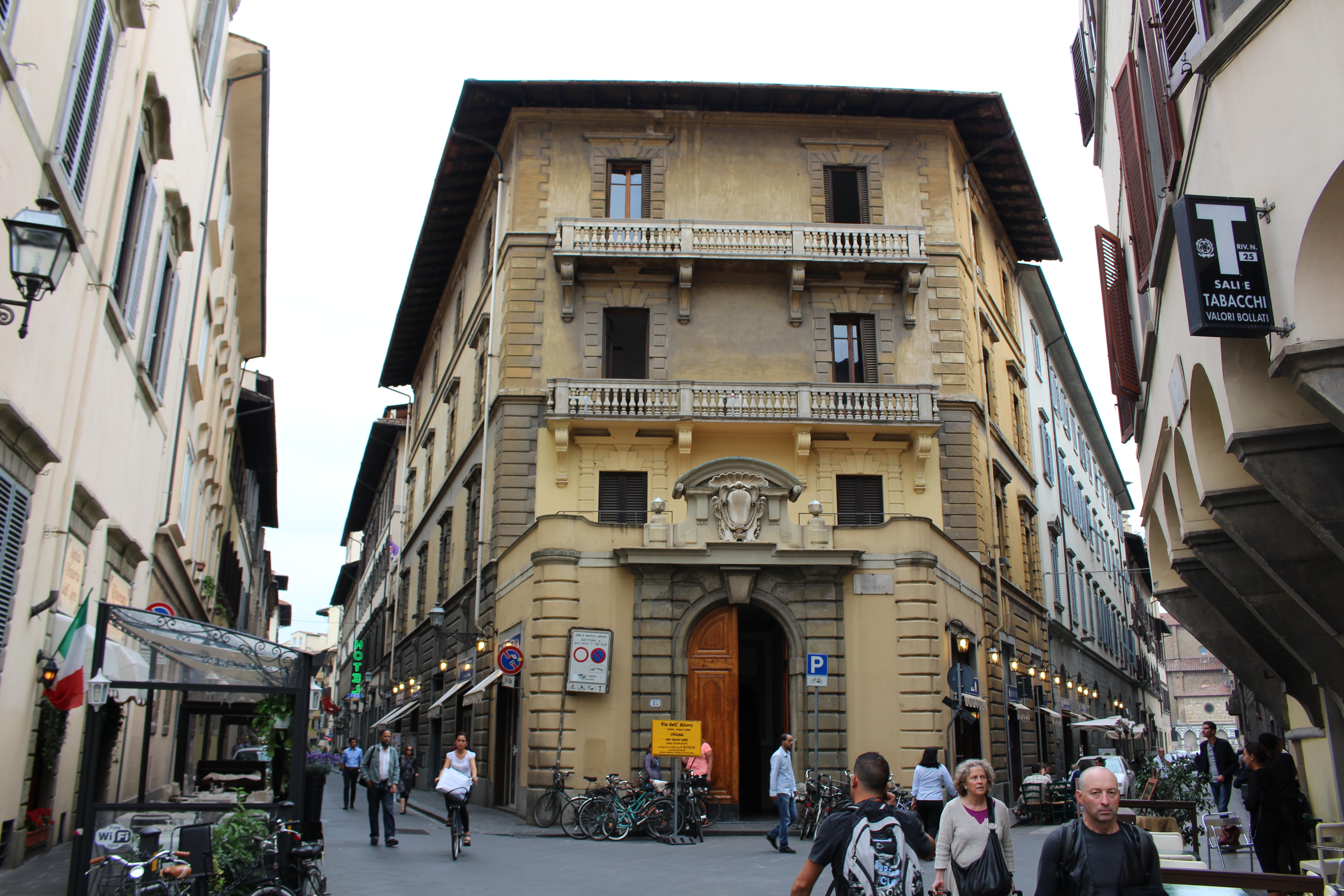
Palazzo Galardelli e il portale che forma la congiunzione delle vie del Giglio e del Melarancio e che introduceva allo scomparso Giardino dei Gaddi

Altra curiosità riguarda Via del Melarancio, la strada che collega direttamente Piazza dell'Unità Italiana con Piazza Madonna degli Aldobrandini. Infatti, essa deve il suo nome proprio alla presenza del vicino Giardino dei Gaddi. Infatti, la parola melarancio è una variante per descrivere il Citrus sinensis, l'albero dell'arancia dolce, e il nome della via è attestato sin dal XVIII secolo proprio in relazione alle piante di melaranci che caratterizzavano questo giardino.